# 数字追凶
《数字追凶》（英語：Numbers），是美國哥倫比亞廣播公司(CBS)的一部刑事系列電視劇，由英國著名導演列尼·史葛與他的弟弟東尼·史葛製作。由2005年1月23日開始播映，2007年5月18日第三季播畢，第4季於2007年9月28日開播。
內容是描述Rob Morrow扮演的是一名洛杉機FBI探員Don和他那具備超乎常人數學天才的弟弟Charlie一起偵破了在洛杉機發生的大範圍嚴重罪案。Charlie對案件獨特的思考方式讓Don的同僚Terry Lake 和David Sinclair 都感到十分驚訝。與此同時，Don和Charlie的父親對於兩個兒子專注執著的個性會否使彼此在工作中產生摩擦感到擔心。Larry Fleinhardt 是Charlie的學院導師，他希望Charlie專注於學術研究而不是浪費無謂的精力幫助警方破案。
Numb3rs將會通過真實的事例，反映數學理論是如何被應用到警方的調查之中，從而破解一件件匪夷所思的罪案。

## 演員列表

### 主要角色
- FBI特別探員唐·艾普斯(Don Eppes, 羅伯·莫羅飾演) - 局內最年輕的主任級探員。有時他會找他的數學天才弟弟─查理‧艾普斯去為他解決一些在局內遇到的難題。對於他來說，這不僅是一份工作，他經常把自己的生活奉獻在他的事業上。只有家庭才會令他比事業看得更重要，特別是對於他的弟弟。
- 應用數學教授查理·艾普斯(Charlie Eppes, 大衛·克倫荷茨飾演) - 與唐一起畢業高中，小唐五歲的弟弟，年輕的數學天才。查理在CalSci裡擔任應用數學教授，同時亦是FBI和NSA顧問。作為一個世界級數學家，查理經常與好友Larry Fleinhardt和曾是自己的學生兼現任女朋友Amita Ramanujan幫助唐解決他在FBI遇到的難題。Charlie全名為Charles Edward Eppes。
- 艾倫·艾普斯(Alan Eppes, 裘德·赫希飾演) - 一名洛杉磯建築師，兩位主角(唐和查理)的父親。第三季中，艾倫開始與CalSci裡的數學、物理以及天文學部門的主席Dr. Mildred "Millie" Finch約會。艾倫喜愛與查理的好友Larry一起下棋。

### 次要角色
- 彼得·邁克尼科爾 飾 Larry Fleinhardt - Fleinhardt在CalSci擔任理論物理學(Theoretical Physicist)教授，是查理的老师，也是最好的朋友。起初他十分反對查理替FBI工作，之後他改變想法，有時並會與查理解決唐在FBI遇到的難題。在第二季裡，他認識了Megan─與唐在FBI工作犯罪心理學家，之後他們並開始約會。第三季中，Larry接受NASA的邀請當了一次太空人，短暫地離開劇集。
- 娜薇·羅沃特 飾 Amita Ramanujan - Amita在CalSci擔任應用數學教授(第三季起)；她原本是查理的學生(第一季)。第二季內，她開始與查理約會，展開了一段離離合合的情侶關係，直至第三季中，他們的關係才隱定下來。Amita是在加洲出生，而她的父母則是從印度北部來的，他們說的是坦米爾語。
- 艾米立·波拉 飾 David Sinclair - FBI探員。從第二季起，David一直夥拍著Colby Granger。在第三季未，當David發現Colby是一名中國間諜時，他感到十分痛苦且憤怒。當Colby承認自己是名間諜時，David哭了；就在他不成功地在洛杉磯的FBI的審問室裡襲擊Colby之前。
- Sabrina Lloyd 飾 Terry Lake(2005) - 在唐的FBI隊內擔任心理學家。第二季一開始，Terry為了與前夫複合，要求調回華盛頓特區。
- Dylan Bruno 飾 Colby Granger(2005-) - 第二季才加入唐的FBI隊，與David是夥伴。在第三季的最後一集內，Colby被查出是中國間諜，一度令外間以為飾演Colby的Dylan Bruno要離開劇組。但是在第四季第一集被查明，Colby其實是反間諜，也是FBI派來查其他隊員，後來又回到隊伍當中。在加入唐的FBI隊之前，他曾加入陸軍犯罪調查處。
- Diane Farr 飾 Megan Reeves(2005-2008) - 第二季加入唐的FBI隊的犯罪心理學家。當唐不在的時候，她便擔任隊長。在第二季內，因為一架古老的車，她認識了Larry Fleinhardt，之後他們並開始約會。第三季一開始，Megan就被人抓走，在第二集才被救回。因為個人問題，飾演Megan Reeves的Diane Farr決定不再續約參與第五季的演出。
- Aya Sumika 飾 Liz Warner(2008-) - 第五季加入唐的FBI隊的特工，以前與唐有拍拖。
- Sophina Brown 飾 Nikki Betancourt(2008-) - 第五季加入唐的FBI隊的特工。
- Nene飾 Raul Neto(2002-)-第六季加入

## 各集列表
| 賽季 | 集數 | 最初播出日期  | 最後播出日期  |
| ---- | ---- | ------------- | ------------- |
| 1    | 13   | 2005年1月23日 | 2005年5月13日 |
| 2    | 24   | 2005年9月23日 | 2006年5月19日 |
| 3    | 24   | 2006年9月22日 | 2007年5月18日 |
| 4    | 18   | 2007年9月28日 | 2008年5月16日 |
| 5    | 23   | 2008年10月3日 | 2009年5月15日 |
| 6    | 16   | 2009年9月25日 | 2010年3月12日 |